# Liste der Biografien/Pfu
Liste der Biografien |
Portal Biografien |
Personensuche
# |
A |
B |
C |
D |
E |
F |
G |
H |
I |
J |
K |
L |
M |
N |
O |
P |
Q |
R |
S |
T |
U |
V |
W |
X |
Y |
Z |
?
 
Pa |
Pc |
Pe |
Pf |
Ph |
Pi |
Pj |
Pk |
Pl |
Pm |
Pn |
Po |
Pr |
Ps |
Pt |
Pu |
Pv |
Pw |
Py
 
Pfa |
Pfe |
Pfi |
Pfl |
Pfn |
Pfo |
Pfr |
Pfu |
Pfy
Die Liste der Biografien führt alle Personen auf, die in der deutschsprachigen Wikipedia einen Artikel haben. Dieses ist eine Teilliste mit 89 Einträgen von Personen, deren Namen mit den Buchstaben „Pfu“ beginnt.

## Pfu

### Pfud
- Pfuderer, Achim (* 1975), deutscher Fußballspieler

### Pfue
- Pfuel, Adam von (1604–1659), schwedischer General und Generalissimus, sowie später Geheimer Kriegsrat und General-Kriegskommissar in dänischem Dienst
- Pfuel, Alexander von (1825–1898), preußischer Offizier, Ritterschaftsdirektor
- Pfuel, Carl Christoph August von (1720–1797), preußischer Capitain und Landrat
- Pfuel, Carl Ludwig von (1725–1803), preußischer Generalmajor
- Pfuel, Christian Friedrich von (1653–1702), königlich-preußischer Oberst, Erbherr auf Gielsdorf, Wilckendorf und Jahnsfelde
- Pfuel, Christian Ludwig von (1696–1756), königlich-preußischer Generalmajor der Infanterie und Erbherr auf Jahnsfelde
- Pfuel, Curt von (1849–1936), preußischer General der Kavallerie, Generalinspekteur des Militärerziehungs- und Bildungswesens
- Pfuel, Curt-Christoph von (1907–2000), deutscher Jurist, leitendes Mitglied des Deutschen Bauernverbandes
- Pfuel, Ernst von (1779–1866), preußischer Ministerpräsident und KriegsministerErnst von Pfuel (1779–1866)

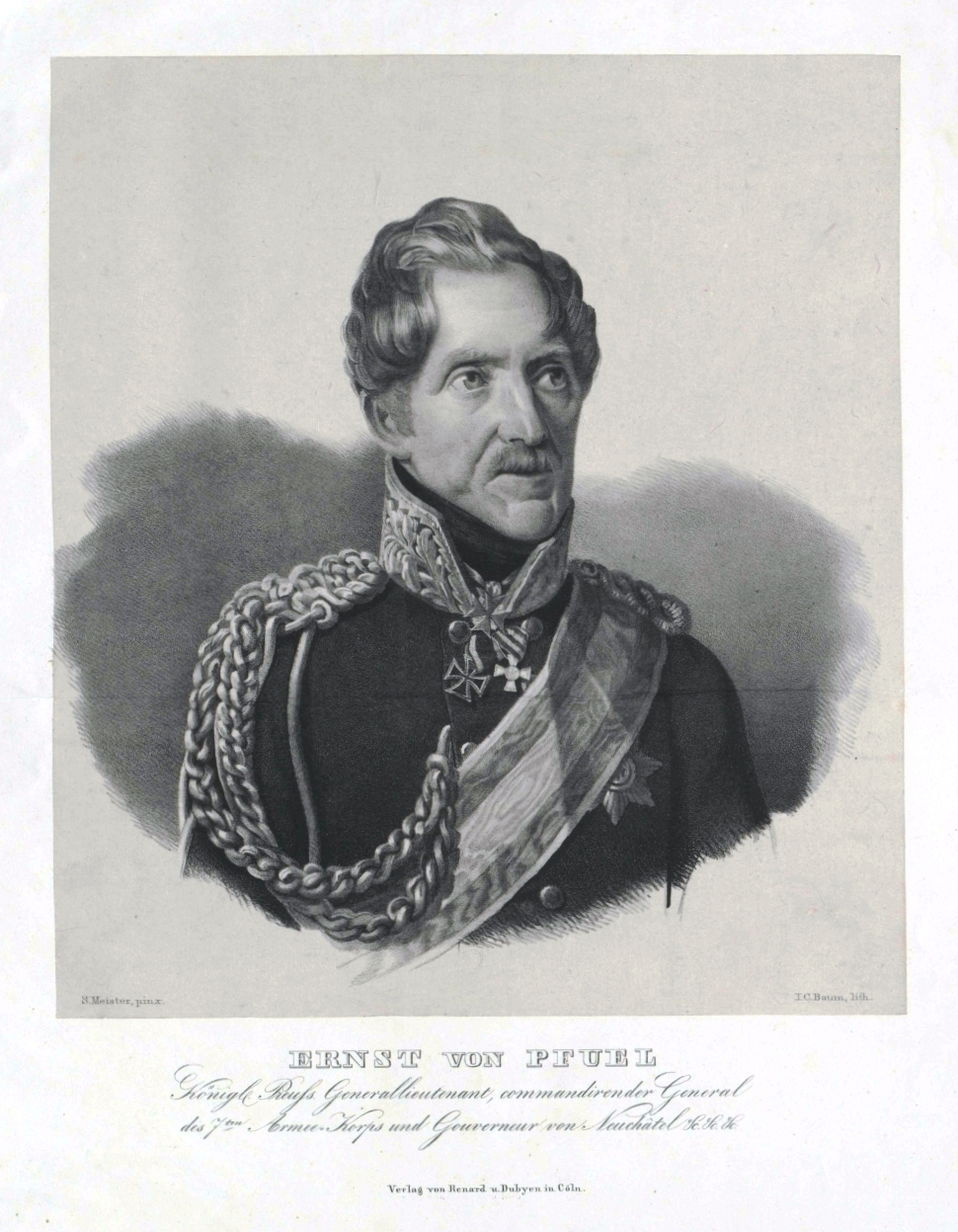
Ernst von Pfuel (1779–1866)

- Pfuel, Franz Wilhelm von (1733–1808), preußischer Generalmajor und Kommandant von Danzig
- Pfuel, Friedrich Heinrich Ludwig von (1781–1846), preußischer Generalleutnant, Kommandant von Spandau
- Pfuel, Friedrich von (1460–1527), brandenburgischer Amtshauptmann
- Pfuel, Gustav von (1829–1897), preußischer Gutsbesitzer und Parlamentarier
- Pfuel, Heino von (1550–1602), Oberst im Dienst des Kurfürsten Johann Georg von Brandenburg
- Pfuel, Hempo Ludwig von (1690–1770), preußischer Major, Direktor der Breslauer Kriegs- und Domänenkammer, Geheimer Rat
- Pfuel, Kurt Bertram von (1590–1649), General-Kriegskommissar und Geheimrat des Friedrich Wilhelm von Brandenburg.
- Pfuel, Ludwig von (1718–1789), preußischer Generalmajor
- Pfuel, Maximilian von (1854–1930), preußischer Generalleutnant
- Pfuel, Stephanie von (* 1961), deutsche Forstwirtin
- Pfuel, Wolf von (1809–1866), preußischer Generalmajor, Kommandeur der 3. Kavallerie-Brigade

### Pfuh
- Pfuhl, Albert (1929–2005), deutscher Politiker (SPD), MdL, MdB
- Pfuhl, August von (1794–1874), preußischer Generalmajor
- Pfuhl, Eduard (1852–1917), deutscher Hygieniker und Sanitätsoffizier
- Pfuhl, Emil von (1821–1894), deutscher Berufsoffizier, preußischer Generalleutnant
- Pfuhl, Ernst (1876–1940), deutscher Klassischer Archäologe
- Pfuhl, Ernst Ludwig von (1716–1798), preußischer General der Infanterie, Gouverneur der Zitadelle Spandau, Generalinspekteur der brandenburgischen Infanterie
- Pfuhl, Fritz (1853–1913), deutscher Lehrer und Botaniker
- Pfuhl, Georg Adam von (1618–1672), brandenburgischer General der Kavallerie, Gouverneur der Zitadelle Spandau
- Pfuhl, Joerg (* 1964), deutscher Manager
- Pfuhl, Johannes (1846–1914), deutscher Bildhauer
- Pfuhl, Lothar (* 1951), deutscher Radrennfahrer
- Pfuhl, Ludwig Dietrich von (1669–1745), kaiserlicher Feldmarschall-Leutnant und Kommandant der Festung Kehl
- Pfuhl, Wilhelm (1889–1956), deutscher Anatom und Hochschullehrer
- Pfuhl, Wilhelm (1894–1943), deutscher Architekt der Moderne
- Pfuhle, Fritz (1878–1969), deutscher Kunstmaler und Hochschullehrer
- Pfuhlstein, Alexander von (1899–1976), deutscher GeneralleutnantAlexander von Pfuhlstein (1899–1976)

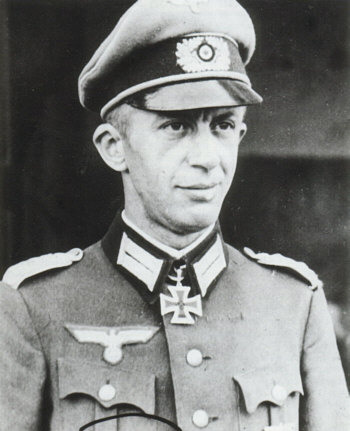
Alexander von Pfuhlstein (1899–1976)

### Pful
- Pful, Křesćan Bohuwěr (1825–1889), sorbischer Gymnasiallehrer und Linguist
- Pfülf, Hans (1892–1969), bayerischer Unternehmer und Wirtschaftsvertreter
- Pfülf, Otto (1856–1946), deutscher Priester, Jesuit, Buchautor, Spiritual am Germanicum Rom
- Pfülf, Theodor (1866–1953), bayerischer Regierungspräsident in der Rheinpfalz
- Pfülf, Toni (1877–1933), deutsche Politikerin (SPD) und Mitglied der Nationalversammlung, MdR
- Pfüller, Ingeborg (* 1932), argentinische Leichtathletin
- Pfüller, Minna (1824–1907), deutsche Porträtmalerin
- Pfüller, Thomas (* 1949), deutscher Biathlet
- Pfüller, Volker (1939–2020), deutscher Grafiker, Bühnenbildner und Hochschullehrer
- Pfüller, Werner (* 1931), deutscher Jazzmusiker (Trompete, Komposition)
- Pfüller, Wolfgang (* 1951), deutscher evangelischer Theologe und Pfarrer

### Pfun
- Pfund, Alois (1876–1946), österreichischer Maler
- Pfund, August Herman (1879–1949), US-amerikanischer Physiker und Spektroskopiker
- Pfund, Elisabeth (1946–2006), schweizerische Grafikerin und Grafikdesignerin
- Pfund, Gustav Leander (1849–1923), deutscher Molkereiunternehmer
- Pfund, Johann Georg (1700–1784), Leibkutscher Friedrichs des Großen
- Pfund, Paul (* 1895), deutscher Maler und Grafiker
- Pfund, Roger (1943–2024), schweizerischer Grafiker und Grafikdesigner
- Pfund, Romely (* 1955), deutsche Dirigentin
- Pfund, Theodor Gottfried Martin (1817–1878), deutscher Historiker und Bibliothekar
- Pfund, Walter (1895–1993), Schweizer Jurist und Lyriker
- Pfündel, Ernst (1938–2020), deutscher Basketballschiedsrichter
- Pfündel, Gottfried Michael (1719–1762), deutscher Rechtswissenschaftler
- Pfundheller, Hans (1869–1940), deutscher Offizier, zuletzt Konteradmiral der Kaiserlichen Marine
- Pfundheller, Josef (1813–1889), österreichischer Schriftsteller, Dramatiker und Journalist
- Pfundmair, Michaela (* 1984), deutsche Psychologin
- Pfundmayr, Hedy (1899–1965), österreichische Tänzerin, Choreographin und Schauspielerin
- Pfundner, Hagen (* 1960), deutscher Apotheker, Manager und Verbandsfunktionär
- Pfundner, Martin (1930–2016), österreichischer Unternehmer, Rennleiter, Journalist und Autor
- Pfundt, Ernst (1806–1871), deutscher Paukist
- Pfundt, Reinhard (* 1951), deutscher Komponist
- Pfundtner, Hans (1881–1945), preußisch-deutscher VerwaltungsjuristHans Pfundtner (1881–1945)

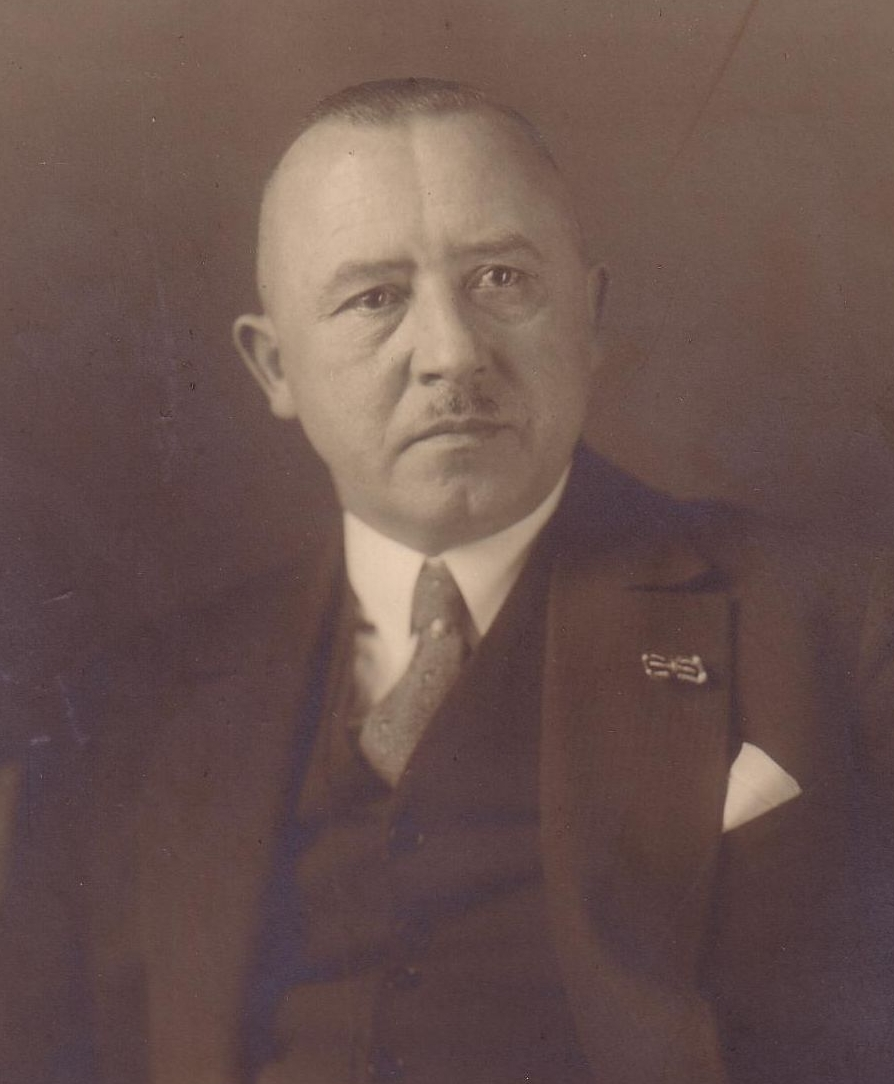
Hans Pfundtner (1881–1945)

- Pfundtner, Otto (1844–1918), deutscher Lehrer und Politiker (FVp), MdR
- Pfundtner, Raimund (* 1942), deutscher Pädagoge
- Pfungst, Arthur (1864–1912), deutscher Fabrikant, Verleger, Dichter, Übersetzer, Buddhist und Freidenker
- Pfungst, Julius (1834–1899), deutscher Unternehmer
- Pfungst, Marie Eleonore (1862–1943), deutsche Frauenrechtlerin und Unternehmerin
- Pfungst, Oskar (1874–1932), deutscher Psychologe
- Pfunner, Johann († 1788), österreichisch-deutscher Maler

### Pfur
- Pfurr, Tina (* 1980), deutsche Theater- und Filmschauspielerin sowie Hörspielsprecherin
- Pfürtner, Stephan (1922–2012), deutscher katholischer Moraltheologe und Sozialethiker
- Pfurtscheller, Elisabeth (* 1964), österreichische Politikerin (ÖVP), Abgeordnete zum Nationalrat
- Pfurtscheller, Martin (* 1968), österreichischer Biathlet
- Pfurtscheller, Michael (1776–1854), österreichischer Granderwirt und Schützenhauptmann von Fulpmes
- Pfurtscheller, Paul (1855–1927), österreichischer Zoologe, Lehrer und Künstler

### Pfus
- Pfusterschmid-Hardtenstein, Heinrich (1927–2024), österreichischer Diplomat

### Pfut
- Pfütze, Bruno (1912–1945), deutscher SS-Führer im KZ Auschwitz
- Pfütze, Frank (1959–1991), deutscher Schwimmer
- Pfützner, Arndt (1949–2022), deutscher Sportwissenschaftler, Hochschullehrer
- Pfützner, Bruno (1883–1961), tschechoslowakischer Fußballspieler
- Pfützner, Klaus (1929–2007), deutscher Theaterwissenschaftler und Dramaturg
- Pfützner, Rudolf (1910–1999), deutscher Diplomat, Botschafter der DDR